# Emil Larsson (ishockeyspelare född 1993)
Nils Emil Larsson, född 4 augusti 1993 i Lugano (Schweiz), senare uppvuxen i Örnsköldsvik och Gävle, är en svensk professionell ishockeyspelare (forward) som spelar för Örebro HK i SHL. Hans moderklubb är Strömsbro IF.
Emil är son till den före detta professionella ishockeyspelaren Jan Larsson.